# Sylvietta denti
El crombec ventrilimón (Sylvietta denti) es una especie de ave paseriforme de la familia Sylviidae propia de África.

## Distribución y hábitat
El crombec ventrilimón se encuentra en África Occidental y Central. Su hábitat natural son los bosques húmedos tropicales y las zonas de matorral húmedo.